# Південний острів (Дунай)
Південний — острів в Кілійському гирлі річки Дунай в Одеській області.
Належить до вторинної дельти річища Дунаю.
Належить до території Дунайського біосферного заповідника згідно з указом Президента України від 02.02.2005 № 117/2004 «Про розширення території Дунайського біосферного заповідника».

## Географія
Острів Південний має блюдцеподібну форму з вузькою смугою прируслового лісу, що складається переважно з верби білої (Salix alba L.) та ламкої (S. fragilis L.), тополі дельтовидної (P. deltoids Marsh.) та ясеня звичайного (Fraxinus excelsior L.).

## Екологія
Входить до складу Вилківського лісництва ДП «Ізмаїльське лісове господарство».